# Durbar

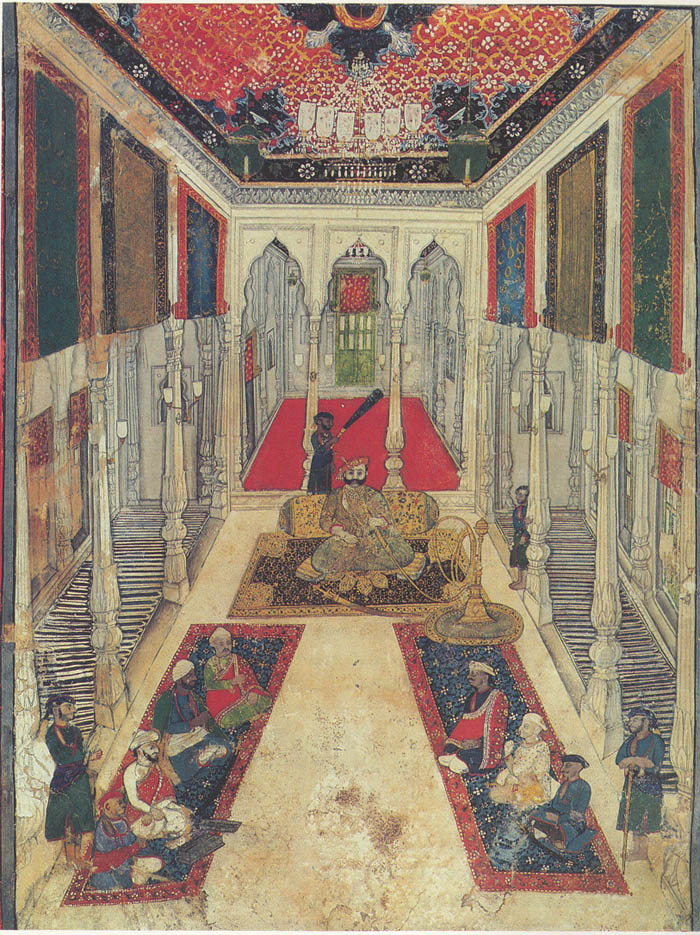
Durbar Maratha

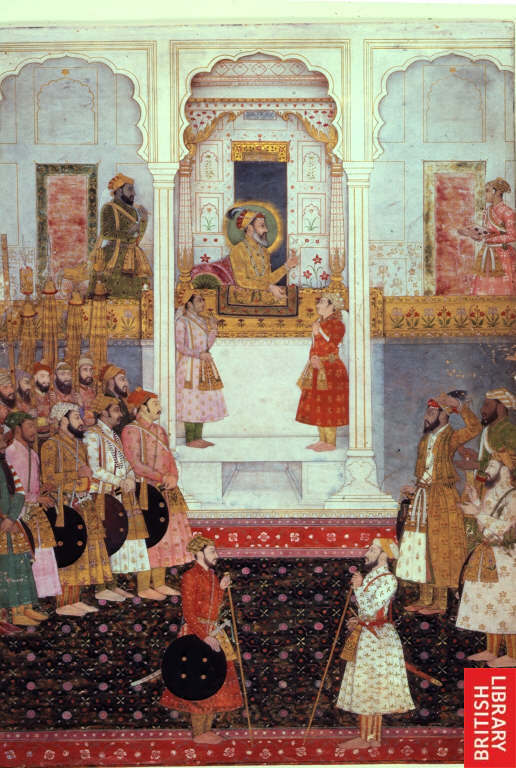
Durbar nei Mogul, l'imperatore Shah Jahan ed il principe Alamgir (Aurangzeb)

Durbar (in hindī दरबार; in urdu دربار‎?; punjabi orientale: ਦਰਬਾਰ; in bengali দরবার; in marathi दर्बार; in nepalese दरबार) è un termine hindi-urdu, comune a tutte le lingue indo-settentrionali e a molte altre lingue dell'Asia meridionale. Si riferisce al luogo in cui i re indiani e gli altri governanti tenevano i loro incontri formali ed informali, equivalente in un contesto europeo alla corte del re. Deriva dal persiano (persiano: دربار - darbār) con il significato di "i re" o "corte nobile dei governanti" o incontro formale dove i re intrattengono discussioni sullo Stato. Fu usato successivamente in India e Nepal per la corte dei governanti.
Un durbar era un consiglio di Stato feudale per amministrare gli affari di uno Stato principesco, Nel periodo coloniale dell'India britannica, era una formale assemblea imperiale per celebrare particolari eventi di Stato.. I durbar più famosi appartengono ai grandi imperi e re. Nel nord dell'India, città come Udaipur, Jaipur, Jodhpur, Jaisalmer, e Agra hanno palazzi adornati con magnifiche sale. L'imperatore Mogul Akbar ne aveva una per i suoi ministri e una per gli altri ospiti.